# Karl Camphausen
Pour les articles homonymes, voir Camphausen.
Karl Camphausen est un homme politique allemand, né le 12 décembre 1896 à Mülheim an der Ruhr et mort le 11 août 1962 à Schötmar en Rhénanie-du-Nord-Westphalie. Membre du Parti national-socialiste des travailleurs allemands (NSDAP), il est député au Reichstag de 1936 à 1945.

## Parcours
Après avoir fréquenté l'école élémentaire puis la Oberrealschule (de), il suit une formation de commerçant. Il participe à la Première Guerre mondiale, puis il s'engage dans un corps franc après la fin du conflit. Bien que lieutenant de réserve, il est congédié de l'armée.
Il rejoint le Parti national-socialiste des travailleurs allemands (NSDAP) le 1er juin 1930. Il est directeur du Comité local du NSDAP de Mülheim d'août à octobre 1932, puis directeur du Comité de l'arrondissement de Mülheim, avant de devenir cadre professionnel du parti le 1er avril 1935. Il se présente en 158e position sur la liste du NSDAP aux élections législatives allemandes de 1936, mais n'est pas élu au Reichstag national-socialiste.
Camphausen est toutefois conseiller municipal de Mülheim an der Ruhr de 1933 à 1942, ainsi que membre du Landtag provincial de Rhénanie prussienne en 1933. Il est par ailleurs député de la circonscription 23 (Düsseldorf-Ouest) au Reichstag du 20 janvier 1938 à 1945.

## Vie personnelle
Camphausen est marié et a cinq enfants. Il est de confession chrétienne évangélique jusqu'à son retrait de l'Église en 1936.